# حوزه علمیه کازرون
حوزه صالحیه مکتب الصادق کازرون، از حوزه‌های علمیه ایران است که در شهر کازرون قرار گرفته‌است.

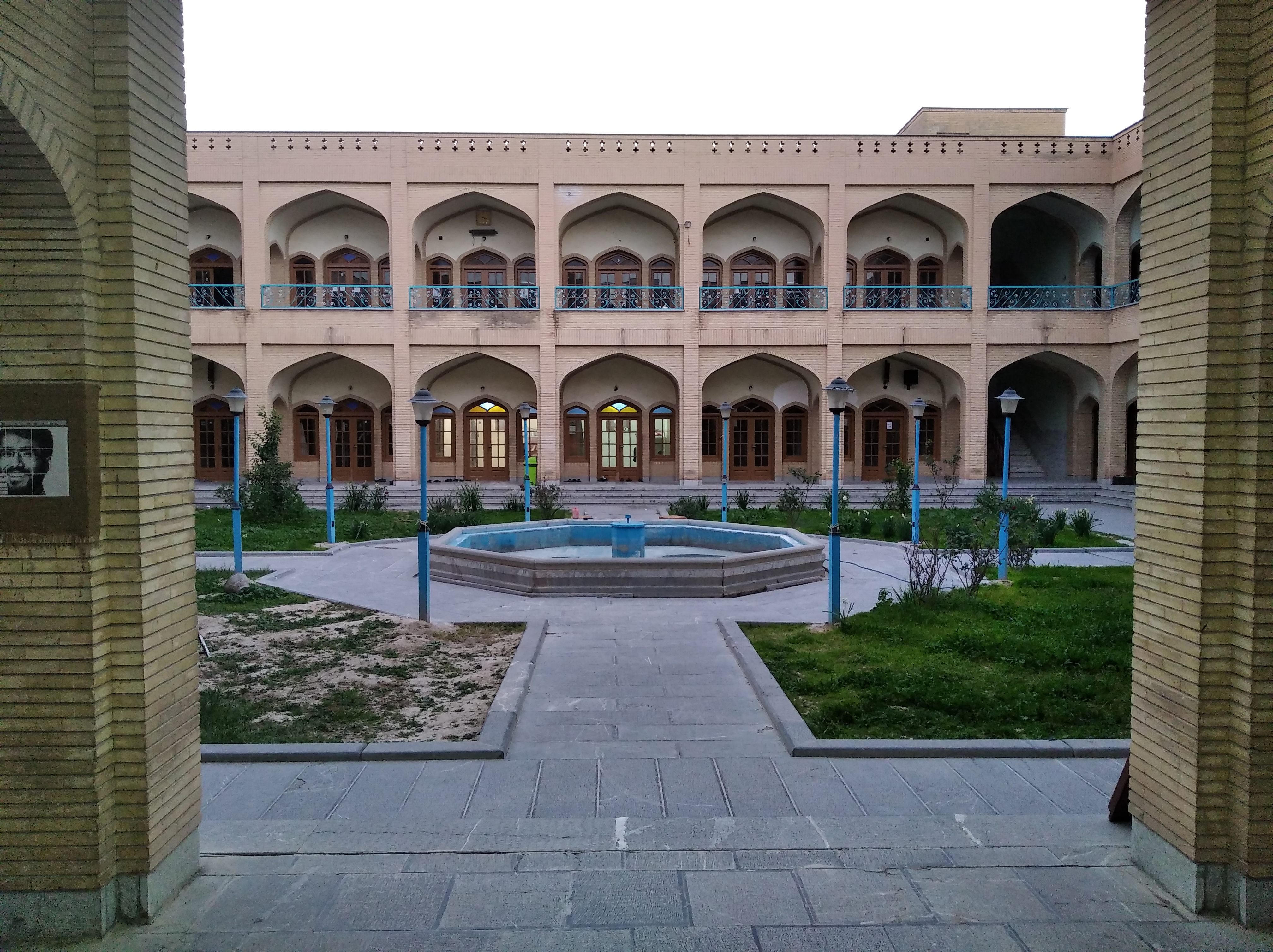

## تاریخ و ترمیم

حوزه علمیه کازرون

حوزه علمیه صالحیه مکتب الصادق کازرون قدمتی سیصد ساله دارد. اما بنای جدید آن در سال ۱۳۶۸ توسط امام جمعه اسبق این شهر اسدالله ایمانی بازسازی شد. هزینه بنای جدید توسط بانو سلامی تأمین شده‌است.

## امکانات
بنای مجلل و بیش از پنجاه اتاق (حجره) و ده مدرس درس، از جمله امکانات این حوزه می‌باشد.

## طلبه‌ها
این حوزه علمیه سابقاً تا پایان سطح، یعنی تا سال دهم، طلبه می‌پذیرفت؛ ولی در حال حاضر تا سال هشتم، طلبه می‌پذیرد. حوزه علمیه صالحیه مکتب الصادق کازرون تا به حال بیش از پانصد طلبه به قم و سایر شهرستانها اعزام کرده‌است.

## مسئولین و مدیران
مسئولیت این مدرسه توسط اسدالله ایمانی، امام جمعه اسبق، سپس آقابزرگ بنیادی، و پس از وی به عهده محمد خرسند(۱۳۸۶_۱۳۹۸)، امام جمعه وقت کازرون بود، و در حال حاضر مسئولیت حوزه علمیه کازرون به عهده حجت الاسلام و المسلمینمحمود صحرایی میباشد. مدیران این مدرسه به ترتیب آقابزرگ بنیادی (۱۵سال) محمدجواد عزمی (۳سال) حسین بنیادی (۲سال) عباس نیاکان (۲سال) و محمود صحرائی (14 سال) و هم اکنون به عهده حجت الاسلام  عبد الحسن مهبودی می‌باشد. 
کادر کنونی مدیریت
معاونت آموزش: حجت الاسلام سید مهدی انوشه
معاونت تهذیب: حجت الاسلام سجاد شریفی
معاونت پژوهش: حجت الاسلام صنعتی
معاونت تبلیغ: نیازمند ویرایش

## منبع
پایگاه حوزه